# Thrypticus tarsalis
Thrypticus tarsalis is een vliegensoort uit de familie van de slankpootvliegen (Dolichopodidae). De wetenschappelijke naam van de soort werd voor het eerst geldig gepubliceerd in 1932 door Octave Parent.